# Hyangsan
Hyangsan est un chef-lieu d'arrondissement (gun) situé dans l'est du Pyongan du Nord en Corée du Nord. Il a connu un fort développement touristique dans les montagnes du Myohyangsan qui sont à l'origine de son nom.

## Géographie

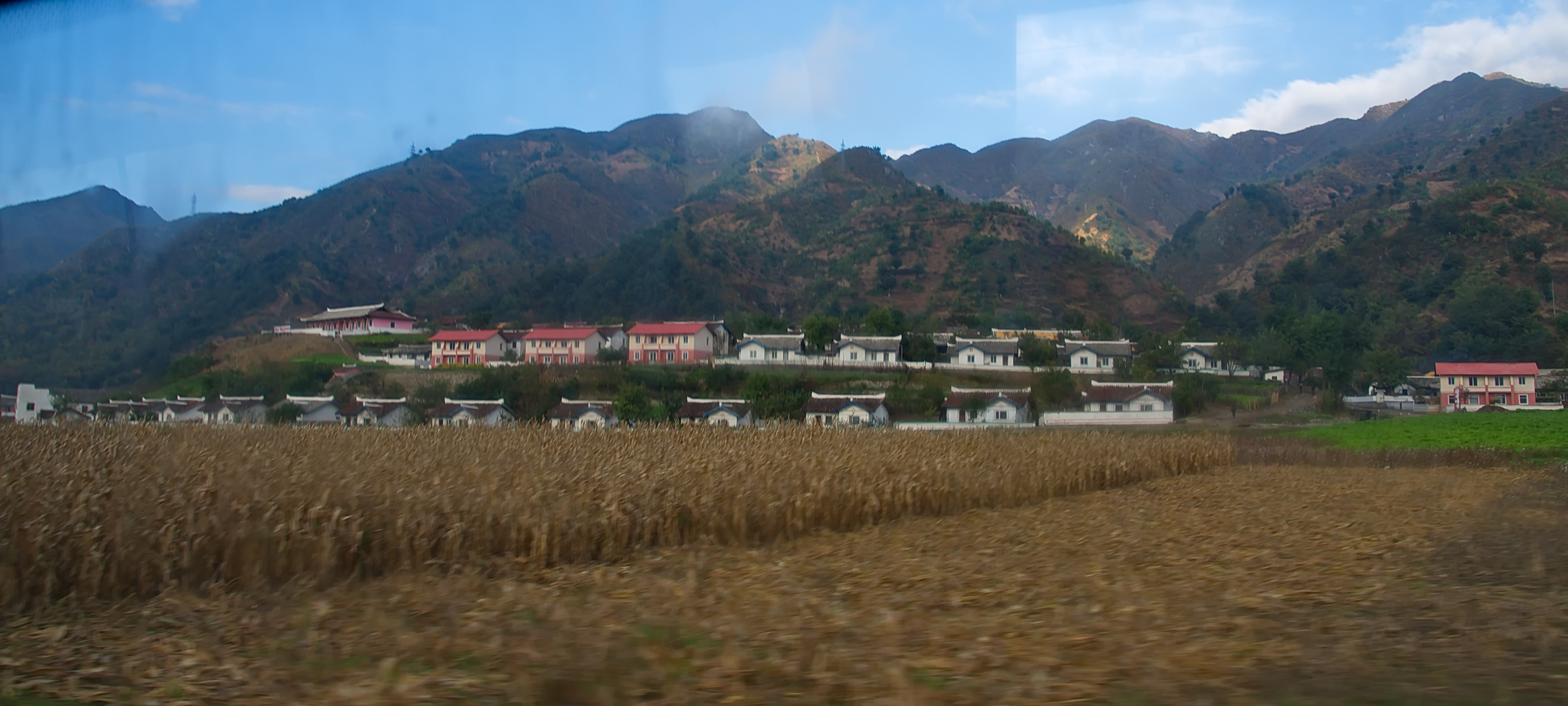
Un village au pied des monts Myohang

L'arrondissement de Hyangsan est traversé par le Chongchon, un fleuve côtier de 217 km qui se jette dans la mer Jaune. Sur cette section, le Chongchon reçoit comme affluents le Myohyangchon au chef-lieu, ainsi que le Taebonggang, le Josanchon et le Sokchangchon. Bien que le fond de la vallée ne soit qu'à 100 m d'altitude, c'est une région montagneuse avec la chaine des Pinandok au nord-ouest (Sakgatbong, 992 m; Undaesan, 836 m) et surtout les monts Myohyang à l'est (Hyongjebong, 1230 m; Khalbong, 1530 m; Pirobong, 1909 m) qui forment le point culminant du Pyongan du Nord et ont été déclarés réserve naturelle. 
L'arrondissement est couvert à 70% par la forêt. Le pin rouge du Japon domine à basse altitude. Plus haut , il est remplacé par le sapin de Khinghan et l'épicéa du Japon puis, au Pirobong, par le genévrier de Chine. Les terres agricoles représentent 12% de la surface, essentiellement pour le maïs, le riz,le soja,l'orge, le sorgho, le sarrasin, les patates douces et les pommes de terre.
Depuis 1934, dans le cadre de la construction de la ligne menant à Manpho, elle est reliée au réseau ferroviaire. Des années 1970 aux années 1990, une ligne secondaire reliait Puksinhyon à Samsan-li (Unsan-gun). Il y a aussi un aéroport près des sites touristiques. La ville la plus proche, Huichon, est à 20 km au nord, Pyongyang est à 145 km au sud.

## Subdivisions administratives

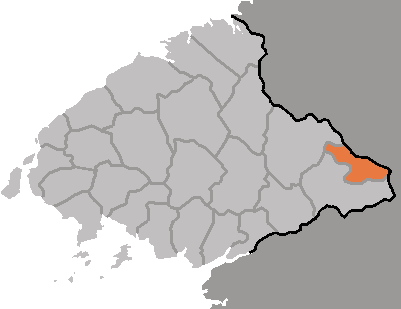
Position de l'arrondissement de Hyangsan au sein du Pyongan du Nord

L'arrondissement de Hyangsan a été créé dans le cadre du redécoupage administratif de décembre 1952 à partir de l'arrondissement de Nyongbyon. Depuis lors, Hyangsan-up (향산읍),  Hyangam-ri (향암리),  Kwanha-ri (관하리), Puksinhyon-ri (북신현리),  Rimhung-ri (림흥리), Sinhwa-ri (신화리) et Thaephyong-ri (태평리) ont toujours fait partie de l'arrondissement de Hyangsan.
Kudu-ri (구두리), Haso-ri (하서리) et Sangso-ri (상서리) ont été rattachés de 1985 à 1989 à  l'arrondissement d'Unsan et Unbong-ri (운봉리), Ripsong-ri (립석리) et Josan-ri (조산리) de 1985 à 1996. De même, Rohyon-ri (로현리), Ryongsong-ri (룡성리), Sangro-ri (상로리), Kajwa-ri (가좌리), Chonsu-ri (천수리), Suyang-ri (수양리), Chongsong-ri (청송리) et Sokchang-ri (석창리) ont été rattachés de 1985 à 1996 à l'arrondissement de Kujang. Depuis cette date et au moins jusqu'en 2003, l'arrondissement rassemble donc un bourg (up) et 20 villages (ri). Avec 52 350 habitants (2008) sur 482,6 km², soit 23 km d'est en ouest et 34 km du nord au sud, la densité est de 108 hab/km².

## Histoire et culture

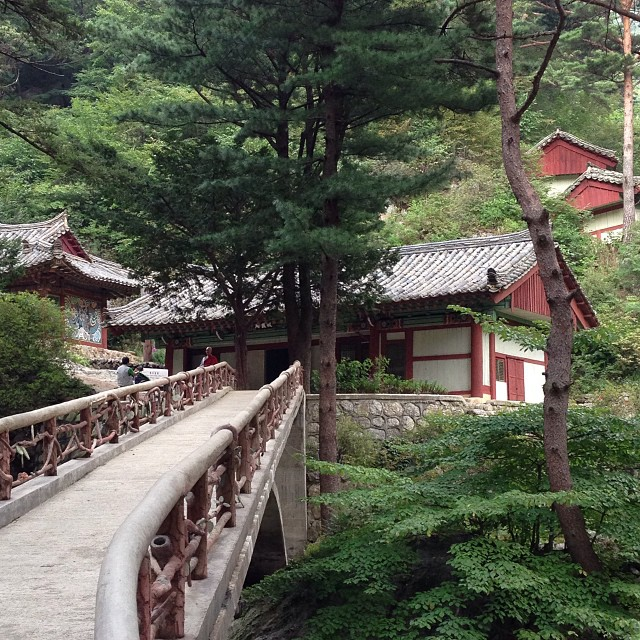
L'ermitage Habiro

Pohyonsa, un temple bouddhiste fondé au XIe siècle, est le fleuron de la région.
De même, plusieurs sites ont été classés aux monuments historiques: le site du pavillon Sajol à Thaephyong-ri et, à Hyangam-ri, le pavillon Sinjin, les ermitages Kyejo, Hwajang, Kumgang, Nungin et Habiro ainsi que le monument du vénérable Phyokho et les stupas du temple Ansimsa.
Dans les monts Myohyang, le Salon d'exposition de l'amitié internationale est aussi très visité. Dans des endroits célèbres pour la beauté de leur paysage ou près de cascades, des phrases de louange en l'honneur des présidents Kim Il-sung et Kim Jong-il ont été gravées en grandes lettres à même la roche. 

## Référence
1. ↑  DPR Korea 2008 Population Census National Report
2. ↑  (ko) Carte de l'arrondissement de Hyangsan
3. 1 2  (ko) Géographie humaine de la Corée du Nord, « Hyangsan: nature », 2008.
4. ↑  (ko) Géographie humaine de la Corée du Nord, « Hyangsan: économie », 2008.
5. ↑  (ko) Géographie humaine de la Corée du Nord, « Hyangsan: introduction », 2008.